# Fevzi Şeker
Fevzi Şeker (ur. 27 lipca 1962 w Sivasie) – turecki zapaśnik w stylu wolnym. Dwukrotny olimpijczyk. Szósty w Los Angeles 1984 i odpadł w eliminacjach w Seulu 1988. Startował w kategorii 68–74 kg.
Szósty w mistrzostwach świata w 1987. Pięciokrotny medalista mistrzostw Europy, złoto w 1990. Złoty medal na igrzyskach śródziemnomorskich w 1983 i 1987. Drugi w Pucharze Świata w 1990. Drugi w mistrzostwach bałkańskich w 1979 i igrzyskach bałkańskich 1979 roku.